# Xiyu

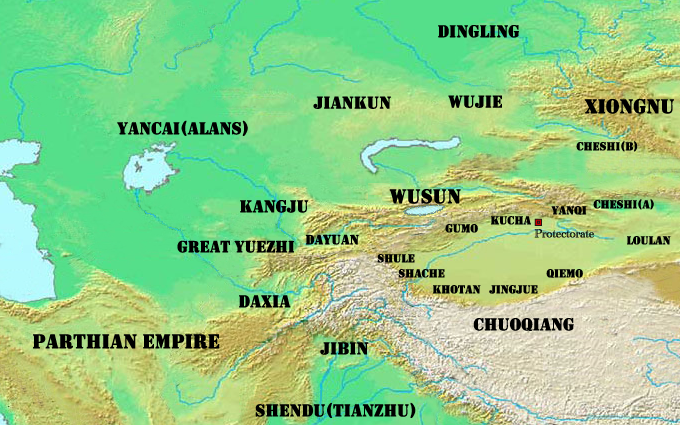
Regioni Occidentali del I secolo a.C.

Xiyu o Regioni Occidentali (cinese: 西域; pinyin: Xīyù; Wade-Giles: Hsiyü) era un nome storico specificato nelle cronache cinesi tra il III secolo a.C. e l'VIII secolo d.C. che si riferiva alle regioni ad ovest della Porta di Giada, molto spesso l'Asia Centrale o a volte più specificamente la sua porzione più orientale (il Bacino del Tarim).  
A causa della sua ubicazione strategica a cavallo della Via della Seta, le Regioni Occidentali sono state storicamente significative almeno a partire dal III secolo a.C. Fu la scena del conflitto tra la dinastia Han e gli Unni Xiongnu fino alla metà del II secolo. Nel VI secolo la dinastia Tang prese il controllo di quest'area fino alla ribellione di An Lushan.
La regione acquistò importanza nei secoli successivi come conduttore culturale tra l'Asia Orientale, il subcontinente indiano, il mondo islamico e l'Europa. Una delle più significative esportazioni delle Regioni Occidentali fu il buddhismo, che fu portato da mercanti e monaci pellegrini in Cina. Il viaggio del monaco Xuánzàng durante la dinastia Tang attraversò la regione nel suo cammino per studiare in India, producendo come risultato, al suo ritorno nella capitale Tang Chang'an, il testo classico Grandi cronache Tang delle Regioni Occidentali.